# Palaeomolis serum
Palaeomolis serum là một loài bướm đêm thuộc phân họ Arctiinae, họ Erebidae.